# Arnór Björnsson
Arnór Björnsson (n. 945) fue un caudillo vikingo de Höfði á Höfðaströnd, Skagafjarður en Islandia. Era nieto de Þórður mjögsiglandi Björnsson. Aparece como personaje en la saga de Laxdœla, donde se cita que era cuñado de Ásgrímur Elliða-Grímsson. Arnór también aparece citado brevemente en la saga Ljósvetninga, y la saga de Víga-Glúms.